# Simon Steuri
Simon Steuri (* 22. März 1977 in Bern) ist ein Schweizer Regisseur, Autor und Radiomoderator.

## Leben
Simon Steuri wuchs in Langnau im Emmental auf. Nach der Matur im Jahr 1997 studierte er Kunstgeschichte und Medien. 2008 schloss er sein Filmstudium (Master of Arts) an der École cantonale d'art de Lausanne ab.
Von 2002 bis 2004 moderierte Simon Steuri die Offizielle Schweizer Hitparade auf dem Schweizer Staatssender DRS 3. Ab 2004 moderierte er die Musiksendung «Sounds!», ebenfalls auf DRS 3.',!
Für seinen Abschlusskurzfilm «Vandalen» erhielt Simon Steuri internationale Beachtung. Der Film gewann Preise in den USA und der Schweiz, lief bis 2010 an Kurzfilmfestivals in 15 Ländern und erschien in der Schweiz, in Deutschland und in England auf diversen Sammel-DVDs in Deutschland («Kleine Vandalen»), in England («Boys on Film 4») und in der Schweiz.
Er produzierte Videoclips für Schweizer Musiker und Bands sowie internationale Acts, zum Beispiel Gazelle oder Bonaparte.

## Werke
Musikvideos
- Steff la Cheff: «Annabelle» (2010, Bakara)
- Gazelle: «Just Now» (2010, Gazelle)
- LDDC: «Tunicolo» (2010, FarMore)
- Marc Sway: «Losing» (2010, Sony)
- Lea Lu: «Hawaii» (2009, Sony)
- Big Zis: «Prrrdy» (2009, Nation)
- LDDC: «Arte Mezclado» (2009, FarMore)
- Liricas Analas: «Back Cun Slang» (2009, Musikvertrieb)
- Bligg: «Frei wie en Vogel» (2007)
- Lovebugs: «The Key» (2006)

Kurzfilme
- «Making of Tuesday Songs» (2010)
- «Vandalen» (2008)
- «Traurige Jungs tanzen, wenn niemand hinsieht» (2007)
- «A Normal Dog and Shit Like That» (2006)

## Auszeichnungen
- Berner Filmpreis – Nachwuchsförderpreis 2009
- Be Film The Underground Film Festival, New York, Third Place (in the Narrative Category) 2009